# Anamastigona cypria
Anamastigona cypria – gatunek dwuparca z rzędu Chordeumatida i rodziny Anthroleucosomatidae. Endemit Cypru.

## Taksonomia
Gatunek ten opisany został po raz pierwszy w 2016 roku przez Bojana Waglińskiego i Siergieja Gołowacza na łamach „European Journal of Taxonomy”. Jako lokalizację typową wskazano Pediaios w cypryjskim dystrykcie Nikozja. Epitet gatunkowy oznacza „cypryjska”.
W obrębie rodzaju Anamastigona takson ten tworzy grupę gatunków z podobnymi A. strasseri i A. terraesanctae.

## Morfologia
Samce osiągają od 7,2 do 9,2 mm długości, od 0,75 do 0,8 mm szerokości i od 0,6 do 0,65 mm wysokości, a ich ciało zbudowane jest z 30 segmentów. Jedyna zmierzona samica była okazem niekompletnym, o ciele złożonym z 25 lub 26 segmentów, szerokim na 0,95 mm i wysokim na 0,75 mm. Ubarwienie ciała jest brązowe do czarnego, marmurkowane, z jaśniejszymi sternitami i odnóżami. Oskórek jest gładki, tylko po grzbietowej stronie pleurotergitów bardzo delikatnie rowkowany.
Głowa jest szersza od drugiego segmentu tułowia i ma porośnięte krótkimi, grubymi szczecinkami ciemię, czoło, wargę górną i kotwiczki żuwaczkowe. Czułki są dwukrotnie dłuższe od głowy. Pola oczne mają od 20 do 24 omatidiów rozmieszczonych w ośmiu szeregach. Na brzegu wargi górnej leżą trzy małe, zaokrąblone ząbki. Gnatochilarium cechuje się dużym, szerokim, niemal w połowie tak długim jak pieńki, w zarysie niemal trójkątnym przedbródkiem. Segment szyjny pozbawiony jest rowka środkowego. Krótki, szeroki, z tyłu ścięty z prostą do słabo zaokrąglonej krawędzią doogonową epiprokt ma parę długich szczecinek pośrodku i szereg siedmiu krótkich szczecinek w części dystalnej. Na każdym paraprokcie rosną trzy długie szczecinki krawędziowe. Półeliptyczny hipoprokt również ma trzy długie szczecinki krawędziowe.
Odnóża siódmej pary mają stopę w przybliżeniu dwukrotnie dłuższą niż postfemur i goleń razem wzięte, a odnóża dziesiątej pary mają na biodrze niewielki guzek wystający z otworu gruczołowego.
Samiec ma dwie pary nóżek kopulacyjnych (gonopodów). Przednie gonopody zrośnięte są częściami dosiebnymi. Ich gałęzie boczne podzielone są w odsiebnych częściach na dwa zwężające się i zakrzywione doogonowo wyrostki każda. Przedni z nich jest mniejszy niż tylny. Pośrodkowa część blaszkowata gonopodów przednich jest gęsto pokryta długimi, szczecinkopodobymi filamentami. Kolpokoksyty przednich gonopodów w częściach nasadowych otoczone są prawie trójkątnymi zagłębieniami, a w częściach wierzchołkowych zakończone są blaszkowatymi wyrostkami. Tylne gonopody są zredukowane. Ich smukłe i miękkie kolpokoksyty są umieszczone blisko siebie, a wyraźnie dłuższe angiokoksyty są pociągłe, dość grube, nieco zwężające się i przedwierzchołkowo zaopatrzone w cienki, doogonowo zakrzywiony wyrostek hakowaty z powierzchnią doogonową porośniętą mikroskopowymi łuskami i kilkoma szczecinkami. Pozostałości telopoditów są dość wydatne, płatowate, umieszczone doogonowo-bocznonasadowo.
Samica ma zbiornik nasienny podzielony na mniejszą i w miarę prostą rurkę środkową oraz większą i nieco zakrzywioną rurkę tylną. Jej zwarta, pudełkowata wulwa ma wieczko z płytko rozdwojonym szczytem oraz równą mu rozmiarami torebkę kopulacyjną z wąskim otworem umieszczonym głównie wierzchołkowo.

## Ekologia i występowanie
Wij palearktyczny, endemiczny dla Cypru, znany tylko z dystryktu Nikozja. Podawany jest m.in. z pasma Troodos. Bytuje w ściółce mieszanych lasów sosnowych oraz zagajników eukaliptusów. 